# 科睿唯安引文桂冠獎
科睿唯安引文桂冠獎（英語：Clarivate Citation Laureates），前稱湯森路透引文桂冠獎，是科睿唯安總部發佈的「諾貝爾獎得主預測」名單，以研究論文的引用率為評選根據。發佈時間固定於每年諾貝爾獎公佈前夕。

## 概要
科睿唯安前身湯森路透知識產權與科技事業部2002年開始預測諾貝爾獎得主。迄2016年已經預測了278人，確實獲獎的有43人。
科睿唯安引文桂冠獎專門預測諾貝爾物理學獎、諾貝爾化學獎、諾貝爾生理學或醫學獎、諾貝爾經濟學獎的未來得主。預測原理在於「高被引論文」與「獲得諾貝爾獎」之間的關聯性，引用率本身也能彰顯研究者的顯著貢獻。最後選出最可能被諾貝爾委員會青睞的十分之一高被引論文，做為年度預測名單。
在2011年，有9名諾貝爾獎得主曾經名列引文桂冠。在2013年，彼得·希格斯與弗朗索瓦·恩格勒名列引文桂冠之後，同一年獲得諾貝爾物理學獎。
在成功預測的案例中，中村修二是等待時間最久的人。他曾於2002年入選引文桂冠，直到2014年才獲得諾貝爾物理學獎，中間相隔12年。
根據德文版維基百科統計，各獎項的預測命中率依次為：
生理學或醫學獎（18％）
物理學獎（18％）
經濟學獎（16％）
化學獎（6％）
部份預測情形
以入選時國籍計算，迄2021年9月：
華　人：入選美國人9人（含臺灣裔1人），香港籍1人，實獲諾貝爾獎1人
日本人：入選35人，實獲諾貝爾獎4人
韓國人：入選4人

## 外部連結
- Home | Thomson Reuters （页面存档备份，存于）
- Hall of Citation Laureates 2018 - Clarivate